# Isaak Babel

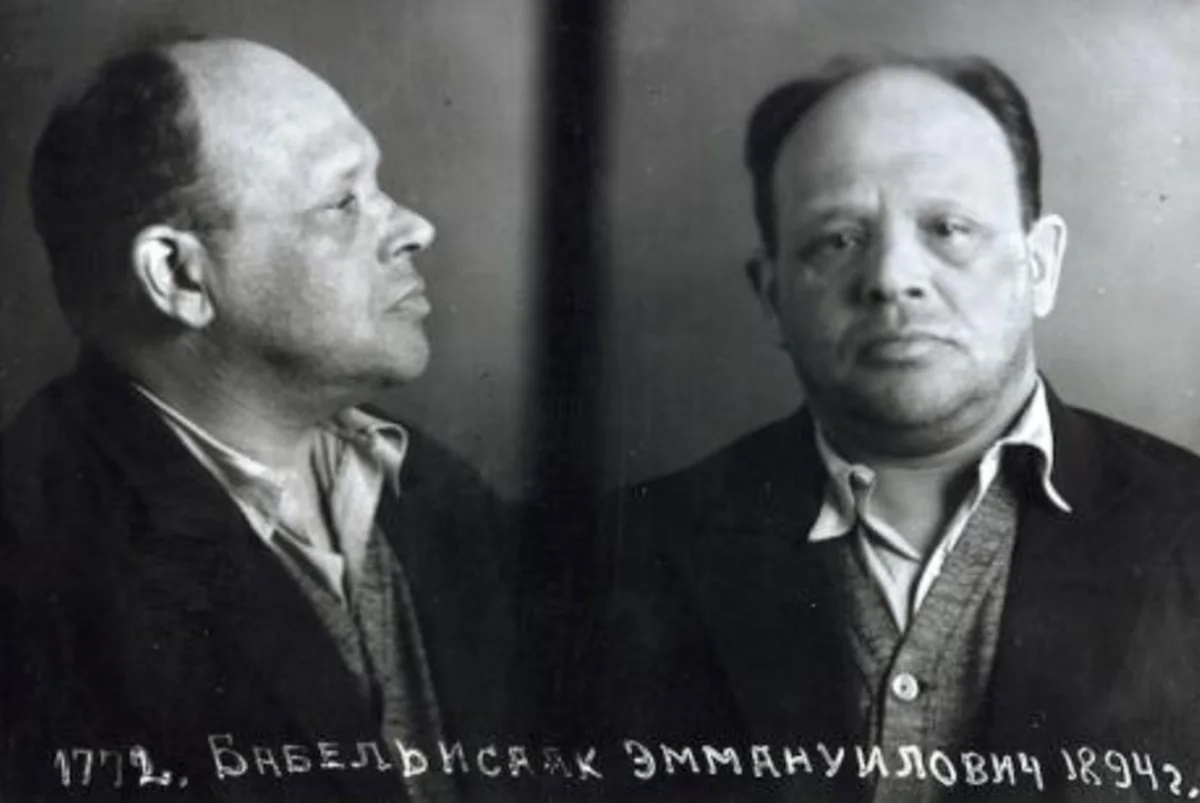
Isaak Babel po aresztowaniu przez NKWD, 1939

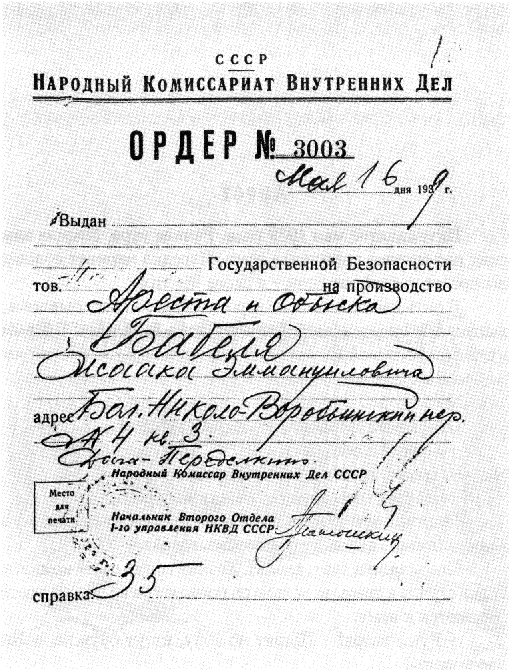
Nakaz aresztowania Isaaka Babla przez NKWD, 16 maja 1939

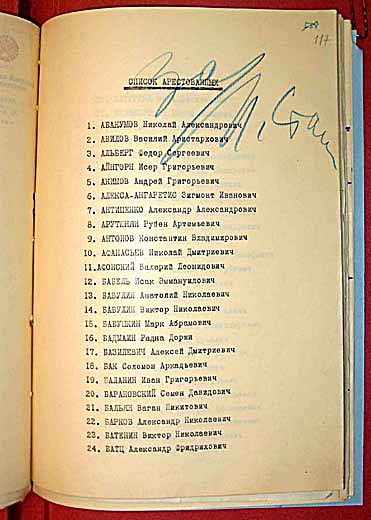
Isaak Babel (nr 12) na liście osób przewidzianych do egzekucji, zatwierdzonej przez Stalina. Styczeń 1940.

Isaak Emmanuiłowicz Babel (ros. Исаак Эммануилович Бабель; ur. 1 lipca?/13 lipca 1894 w Odessie, zm. 27 stycznia 1940 w Moskwie) – rosyjski pisarz żydowskiego pochodzenia, prozaik specjalizujący się w opowiadaniach i nowelach, także o charakterze autobiograficznym (Historia mojego gołębnika), dramaturg i dziennikarz.

## Życiorys

### Dzieciństwo i młodość
Isaak Babel (według zapisu Rabinatu Odeskiego nazywał się Isaak Manjewicz Bobel) pochodził z zamożnej, kupieckiej rodziny żydowskiej, mieszkającej w Odessie, przy ulicy Riszeliewskiej 17. Był synem Mania Ickowicza Bobla i Fejgi Bobel. Miał siostrę Mere (na emigracji nazywała się Marie Szaposznikow). Babel spędził większość dzieciństwa w Mikołajowie, 90 km od Odessy.
Uczył się w prywatnym Instytucie Mikołaja I (1905–1911). Znał biegle jidysz, rosyjski i francuski, w którym jako piętnastolatek pisał swoje pierwsze utwory, naśladując styl Guy de Maupassanta. Babel uczył się gry na skrzypcach oraz Talmudu. Po bezskutecznych próbach rozpoczęcia studiów na Uniwersytecie Odeskim rozpoczął naukę w Kijowskim Instytucie Finansów, gdzie poznał swoją przyszłą żonę Jewgieniję Gronfejn. Po skończeniu studiów w 1915, w związku z działaniami wojennymi, został ewakuowany do Saratowa. Następnie dotarł do Petersburga, gdzie rok później, dzięki protekcji Maksima Gorkiego, zadebiutował na łamach czasopisma „Letopiś”.

### Na wojnie
Brał udział w rosyjskiej wojnie domowej po stronie komunistów, służąc w Czeka. Pracował w Odeskim Regionalnym Komitecie Bolszewickim (Gubkom), w Ludowym Komisariacie Oświaty (Narkompros), w drukarni oraz jako korespondent w Petersburgu i Tbilisi. Jako oficer polityczny i redaktor przyfrontowej gazety uczestniczył w wojnie polsko-bolszewickiej, w szeregach 1 Armii Konnej Siemiona Budionnego.
Po wojnie wrócił do Odessy i pracował nad Opowiadaniami odeskimi (pełne wydanie w 1931) – wspomnieniami z dzieciństwa, obrazie obyczajów rodzinnego miasta, poświęconym na wpół legendarnym żydowskim bandytom z osławionej dzielnicy Mołdawanka, nieopodal której urodził się i spędził część dzieciństwa. W 1919 ożenił się w Odessie z Jewgieniją Gronfejn.

### W Moskwie
Od 1923 mieszkał w Moskwie i przyjaźnił się z Ilją Erenburgiem. Żona Babla w 1925 wraz z córką Natalią wyemigrowały do Paryża, a rok później matka Babla i jego siostra przeniosły się do Brukseli.
W 1924 Babel opublikował kilka opowiadań z późniejszych cyklów Armia konna oraz Opowiadania odeskie w piśmie Majakowskiego „LEF”. W pierwszym zbiorze Babel opisał swoje doświadczenia z wojny polsko-bolszewickiej, ukazując okrucieństwo Armii Czerwonej. Pełne wydanie Armii konnej w 1926 napotkało na protesty Budionnego, który nazwał twórcę degeneratem od literatury. Pisarzowi pomógł Maksim Gorki, którego Babel był protegowanym. Dzięki temu książka nie została zakazana przez cenzurę i przetłumaczono ją na języki obce.
Kiedy rozpoczęły się stalinowskie prześladowania, Babel, pomimo sukcesów z początku lat 30., przestał publikować i zaczął pisać „do szuflady”. W kolejnych latach pracował jako reporter na Ukrainie i Kaukazie.
W latach 1928–1935 odwiedzał kilkakrotnie rodzinę we Francji i w Belgii. W 1935 wygłosił przemówienie na Międzynarodowym Kongresie Pisarzy w Obronie Kultury w Paryżu. Po powrocie do kraju współpracował z Siergiejem Eisensteinem przy filmie Łąki Bieżyńskie. Ostatnie lata życia spędził w Moskwie, mieszkając z Antoniną Pirożkową, z którą miał córkę.

### Śmierć
Podczas „wielkiego terroru”, 16 maja 1939 został aresztowany przez NKWD. W czasie przeszukania mieszkania Babla NKWD skonfiskowało wiele rękopisów, które bezpowrotnie zaginęły. Przebywał w więzieniu na Łubiance i przez pewien czas w więzieniu Suchanowka. Oskarżono go o działalność trockistowską, szpiegostwo na rzecz Francji i Austrii, a także o członkostwo w organizacji terrorystycznej. 26 stycznia 1940 został skazany przez Kolegium Wojskowe Sądu Najwyższego ZSRR na karę śmierci. Wyrok wykonano następnego dnia. Zabicie go przypisuje się Błochinowi, jednemu z głównych wykonawców zbrodni katyńskiej. Ciało skremowano w krematorium na Cmentarzu Dońskim, prochy pochowano anonimowo.
Zrehabilitowany 18 grudnia 1954 postanowieniem Kolegium Wojskowego SN ZSRR. Po 1956 jego utwory oficjalnie powróciły do kanonu literatury rosyjskiej i nadal są wznawiane.
Rzeczywistym powodem zabicia Babla były jego zażyłe stosunki z Jewgieniją Gładun-Chajutiną, w tym czasie żoną Nikołaja Jeżowa, ludowego komisarza spraw wewnętrznych (NKWD). Jewgienija miała ambicje mecenasowskie i prowadziła salon literacki. Jego uczestnicy zostawali najczęściej jej kochankami, m.in. Michaił Kolcow (zginął w 1940), Michaił Szołochow i właśnie Babel. Dało mu to ochronę w czasie wielkiej czystki, ale jej zakończenie i związaną z nim likwidację Jeżowa przypłacił życiem.

## Twórczość

### Proza
- Elja Isaakowicz i Margarita Prokofjewna (Элья Исаакович и Маргарита Прокофьевна) (1916)
- Na pole czesti (На поле чести) (1920)
- Opowiadania (Рассказы) (1924)
- Armia konna (Конармия) (1926)
- Błużdajuszczije zwiezdy (Блуждающие звезды) (1926)
- Historia mojego gołębnika (История моей голубятни) (1926)
- Korol (Король) (1926)
- Benia Krik (Беня Крик – кино-повесть) (1926) – (film S.S. Nolbandowa, 1935)
- Jewriejskije rasskazy (Еврейские рассказы) (1927)
- Opowiadania odeskie (Одесские рассказы) (1931)
- Utwory: zebrane (Собрание сочинений) (1957)
- Utwory: zebrane (Собрание сочинений) (1966)
- Utwory wybrane: dla młodzieży (Избранное: для юношества) (1990)
- Dziennik 1920 (Конармейский дневник 1920 года) (2000)
- Dzieła zebrane t. 2. (Собрание сочинений: в 2 т.) (2002)
- Opowiadania zebrane (Избранные рассказы) (1936, 2008)

### Sztuki
- Zmierzch (Закат) (1928)
- Maria (1935)